# U.S. Open i golf
U.S. Open, United States Open Championship, är en av fyra majortävlingar i golf för herrar. Ansvarig för tävlingen är USGA och den spelades första gången 1895. Ett femtiotal golfklubbar har varit arrangör för U.S. Open, och USGA ställer höga krav på minutiös banskötsel i två–tre år innan klubben får stå som värd för tävlingen.

## Segrare
| År   | Segrare             |
| 2025 | J.J. Spaun          |
| 2024 | Bryson DeChambeau   |
| 2023 | Wyndham Clark       |
| 2023 | Wyndham Clark       |
| 2022 | Matthew Fitzpatrick |
| 2021 | Jon Rahm            |
| 2020 | Bryson DeChambeau   |
| 2019 | Gary Woodland       |
| 2018 | Brooks Koepka       |
| 2017 | Brooks Koepka       |
| 2016 | Dustin Johnson      |
| 2015 | Jordan Spieth       |
| 2014 | Martin Kaymer       |
| 2013 | Justin Rose         |
| 2012 | Webb Simpson        |
| 2011 | Rory McIlroy        |
| 2010 | Graeme McDowell     |
| 2009 | Lucas Glover        |
| 2008 | Tiger Woods         |
| 2007 | Ángel Cabrera       |
| 2006 | Geoff Ogilvy        |
| 2005 | Michael Campbell    |
| 2004 | Retief Goosen       |
| 2003 | Jim Furyk           |
| 2002 | Tiger Woods         |
| 2001 | Retief Goosen       |
| 2000 | Tiger Woods         |
| 1999 | Payne Stewart       |
| 1998 | Lee Janzen          |
| 1997 | Ernie Els           |
| 1996 | Steve Jones         |
| 1995 | Corey Pavin         |
| 1994 | Ernie Els           |
| 1993 | Lee Janzen          |
| 1992 | Tom Kite            |

| År   | Segrare        |
| 1991 | Payne Stewart  |
| 1990 | Hale Irwin     |
| 1989 | Curtis Strange |
| 1988 | Curtis Strange |
| 1987 | Scott Simpson  |
| 1986 | Raymond Floyd  |
| 1985 | Andy North     |
| 1984 | Fuzzy Zoeller  |
| 1983 | Larry Nelson   |
| 1982 | Tom Watson     |
| 1981 | David Graham   |
| 1980 | Jack Nicklaus  |
| 1979 | Hale Irwin     |
| 1978 | Andy North     |
| 1977 | Hubert Green   |
| 1976 | Jerry Pate     |
| 1975 | Lou Graham     |
| 1974 | Hale Irwin     |
| 1973 | Johnny Miller  |
| 1972 | Jack Nicklaus  |
| 1971 | Lee Trevino    |
| 1970 | Tony Jacklin   |
| 1969 | Orville Moody  |

| År   | Segrare         |
| 1968 | Lee Trevino     |
| 1967 | Jack Nicklaus   |
| 1966 | Billy Casper    |
| 1965 | Gary Player     |
| 1964 | Ken Venturi     |
| 1963 | Julius Boros    |
| 1962 | Jack Nicklaus   |
| 1961 | Gene Littler    |
| 1960 | Arnold Palmer   |
| 1959 | Billy Casper    |
| 1958 | Tommy Bolt      |
| 1957 | Dick Mayer      |
| 1956 | Cary Middlecoff |
| 1955 | Jack Fleck      |
| 1954 | Ed Furgol       |
| 1953 | Ben Hogan       |
| 1952 | Julius Boros    |
| 1951 | Ben Hogan       |
| 1950 | Ben Hogan       |
| 1949 | Cary Middlecoff |
| 1948 | Ben Hogan       |
| 1947 | Lew Worsham     |
| 1946 | Lloyd Mangrum   |

| År   | Segrare           |
| 1941 | Craig Wood        |
| 1940 | Lawson Little     |
| 1939 | Byron Nelson      |
| 1938 | Ralph Guldahl     |
| 1937 | Ralph Guldahl     |
| 1936 | Tony Manero       |
| 1935 | Sam Parks         |
| 1934 | Olin Dutra        |
| 1933 | Johnny Goodman    |
| 1932 | Gene Sarazen      |
| 1931 | Billy Burke       |
| 1930 | Bobby Jones       |
| 1929 | Bobby Jones       |
| 1928 | Johnny Farrell    |
| 1927 | Tommy Armour      |
| 1926 | Bobby Jones       |
| 1925 | Willie Macfarlane |
| 1924 | Cyril Walker      |
| 1923 | Bobby Jones       |
| 1922 | Gene Sarazen      |
| 1921 | Jim Barnes        |
| 1920 | Ted Ray           |
| 1919 | Walter Hagen      |

| År   | Segrare             |
| 1916 | Chick Evans         |
| 1915 | Jerome Travers      |
| 1914 | Walter Hagen        |
| 1913 | Francis Ouimet      |
| 1912 | John McDermott      |
| 1911 | John McDermott      |
| 1910 | Alex Smith          |
| 1909 | George Sargent      |
| 1908 | Fred McLeod         |
| 1907 | Alec Ross           |
| 1906 | Alex Smith          |
| 1905 | Willie Anderson     |
| 1904 | Willie Anderson     |
| 1903 | Willie Anderson     |
| 1902 | Laurie Auchterlonie |
| 1901 | Willie Anderson     |
| 1900 | Harry Vardon        |
| 1899 | Willie Smith        |
| 1898 | Fred Herd           |
| 1897 | Joe Lloyd           |
| 1896 | James Foulis        |
| 1895 | Horace Rawlins      |